# Joaquim Adrego Andrade
Joaquim Adrego Andrade, conegut també com a Joaquim Andrade, (Sangalhos, Anadia, 16 d'agost de 1969) va ser un ciclista portuguès, que fou professional des del 1989 fins al 2008.
Del seu palmarès destaca un Campionats nacionals en ruta i dos de contrarellotge. També va guanyar la Volta a l'Algarve, la Volta a l'Alentejo i el Tour de Poitou-Charentes. Va arribar a participar 21 cops a la Volta a Portugal.
Era fill del també ciclista Joaquim Andrade.

## Palmarès
- 1989
  - Vencedor d'una etapa de la Volta a Portugal
  - Vencedor d'una etapa del Trofeu Joaquim Agostinho
- 1990
  - 1r de la Porto-Lisboa
- 1991
  - 1r de la Volta a l'Algarve i vencedor d'una etapa
  - 1r del Gran Premi Abimota i vencedor d'una etapa
- 1993
  - Vencedor d'una etapa del Gran Premi Abimota
  - Vencedor d'una etapa del Gran Premi Jornal de Noticias
  - Vencedor d'una etapa de la Volta a Portugal del Futur
- 1995
  - Vencedor d'una etapa de la Volta a l'Alentejo
  - Vencedor d'una etapa del Gran Premi Jornal de Noticias
  - Vencedor d'una etapa de la Volta a Portugal
- 1996
  - Vencedor d'una etapa del Gran Premi Internacional Costa Azul
- 1997
  - 1r del Tour de Poitou-Charentes i vencedor d'una etapa
- 1998
  - 1r del Gran Premi Abimota
- 2002
  -  Campió de Portugal de contrarellotge
  - 1r de la Volta a l'Alentejo
- 2003
  -  Campió de Portugal de contrarellotge
- 2004
  - Vencedor d'una etapa del Gran Premi Estremadura-RTP
- 2005
  -  Campió de Portugal en ruta
  - Vencedor d'una etapa del Gran Premi Abimota

### Resultats a la Volta a Espanya
- 1992. 97è de la classificació general
- 1996. 82è de la classificació general